# Gustavo Israel
Gustavo Israel (28 de enero de 1967, Montevideo, Uruguay) es un exfutbolista y entrenador de fútbol. Actualmente, se desempeña como Director Técnico.  
Fútbol Profesional: 
Sub-17/ Sub-19 Club Sportivo Miramar Misiones
2018/2019 Sportivo Cerrito 1ª división  
2021 CA Platense 1ª división  
2023 Club Halcones 1ª división  
2024 Club Parque del Plata 1ª división  
Fútbol Amateur: 
1999/2025 Asociación Hebraica y Macabi del Uruguay. 

## Estudios deportivos
- Programa de Especialización Deportiva (Maldonado, 2002).
- Curso de Técnico Deportivo en ISEF (Instituto Superior de Educación Física), Reconocido por FIFA (Montevideo, 2001).
- Curso dictado por Escuela Cesarini (Buenos Aires, 2003).
- Curso Alto Rendimiento (Montevideo, 2004).
- Curso Hotel Conrad (Punta del Este, 2006). Disertadores, entre otros, Alfio Basile, Carlos Salvador Bilardo, Sergio Markarian.

## Trayectoria

### Jugador Profesional
- (1982 – 1985)   Defensor Sporting – Juveniles, sub-15, sub-16.
- (1986 – 1988)  Huracán Buceo – Juveniles, sub-18, alternando en Primera División, jugando la Liguilla Pre-Libertadores de América.
- (1989 – 1990)  Maccabi Tel Aviv, Israel (Primera División).
- (1991 – 1993)  Sportivo Cerrito – Primera División
- (1993)  Selección Uruguaya Universitaria, XVII Juego Universitario Mundial, Buffalo, EE. UU.
- (1994) Sportivo Miramar Misiones – Primera División.
- (1994)  Rampla Juniors (Rocha) – Primera División, Campeón Departamental.
- (1995)  Nacional (San José) – Primera División, Vicecampeón Departamental.
- (1996 – 1997) ISUSA (San José) – Primera División.
- (1997) Selección Departamental de San José – Primera División.
- (1998 – 1999) Club Ferro Carril Canelones – Primera División.

### Entrenador

#### Profesional
- (2002) Tanque Sisley, sub-15 y sub-16.
- (2003) Huracán Buceo, sub-16 y sub-18.
- (2004) Segundo Técnico (Principal: Rubén Israel) Atenas de San Carlos 1a División.
- (2005) Rampla Juniors (Rocha) 1a División.
- (2006) Huracán Buceo Montevideo 1a División.
- (2008) Boston River – 1a División.
- (2009 - 2010) Sportivo Cerrito – Sub-18 y Reserva de la 1a División.
- (2010) Racing Club de Montevideo Segundo Técnico  1a División.
- (2011) Selección Departamental de Canelones (Uruguay).
- (2013 - 2014) Atlante de México - Segundo Técnico (Ruben Israel), 1a División.
- (2015 - 2016) - Conferencias, charlas, asesoramientos, demostraciones de trabajos prácticos a diferentes clubes deportivos (Liga Profesional y Universitaria).
- (2017) - Sportivo Miramar Misiones, 4a y 5a División.  Técnico Principal.
- (2019) - Sportivo Sportivo Cerrito. Técnico Principal. Primera División.

#### Rama Universitaria
- (1999 - 2012) Hebraica y Macabi (Liga Universitaria). Técnico Principal.
- (1992) Macabeada Uruguay. Jugador.
- (1999) Macabeada México. Técnico Principal y jugador.
- (2005) Macabeada Israel. Técnico Principal.
- (2007) Macabeada Argentina. Técnico Principal.  Coordinador General del Fútbol sub-15, sub-18 y sub-20.
- (2009) Macabeada Israel. Técnico Principal.
- (2013) Selección Uruguaya Universitaria  – Mundial Kazan, Rusia.  Técnico Principal.
- (2013) Macabeada Israel. Técnico Principal.
- (2015 – 2016) Hebraica y Macabi (Liga Universitaria). sub-16 y sub-18. Técnico Principal.

## Palmarés

### Como jugador
- 1984: Campeón sub-16 juvenil Uruguayo (Defensor Sporting).
- 1991: Vicecampeón Campeonato Segunda División Uruguayo (Sportivo Cerrito).
- 1992: Medalla de plata en las Macabeadas, Uruguay.
- 1994: Campeón Departamental (Rampla Juniors, Rocha).
- 1995: Vicecampeón departamental (Nacional de San José).

### Como técnico
- 2002: Campeón Club Hebraica y Macabi, Liga Universitaria.
- 2003: Campeón Club Hebraica y Macabi, Liga Universitaria.
- 2004: Campeón Club Hebraica y Macabi, Liga Universitaria.
- 2004: Mejor ubicación en la Tabla de un equipo del interior en un campeonato Uruguayo (Atenas de San Carlos).
- 2009: Vicecampeón sub-18 (Sportivo Cerrito).
- 2011: Campeón de la Zona Sur del país (Selección de Canelones).
- 2005: Campeón Club Hebraica y Macabi, Liga Universitaria.
- 2006: Campeón Club Hebraica y Macabi, Liga Universitaria (Récord cinco torneos consecutivos).
- 2012: Nombramiento Oficial como Técnico de la Selección Uruguaya Universitaria.